# Vågaholmen
Vågaholmen är centralorten i Rødøy kommun i Nordland fylke i norra Norge. Orten ligger vid änden av fylkesväg 831, på norra sidan av Tjongfjorden.